# Coppa del Mondo di slittino 2025
La Coppa del Mondo di slittino 2024/2025 fu la quarantottesima edizione del massimo circuito mondiale dello slittino, manifestazione organizzata annualmente dalla FIL; iniziò il 30 novembre 2024 a Lillehammer in Norvegia e si concluse il 23 febbraio 2025 a Yanqing in Cina.
Si sarebbero dovute disputare quarantotto gare: nove prove nel singolo donne, nel singolo uomini, nel doppio donne e nel doppio uomini, sei nelle gare a squadre e sei nella neonata specialità della staffetta mista: tre in quella del singolo e tre in quella del doppio; quest'ultime si potevano comporre anche con atleti provenienti da due nazioni differenti e sostituirono le prove sprint, non più in programma; ma, con l'annullamento della gara a squadre ad Innsbruck per dei problemi tecnici, le competizioni furono in totale quarantasette.
Nel corso della stagione si svolsero anche i campionati mondiali di Whistler in Canada, competizione non valida ai fini della Coppa del Mondo, mentre la tappa di Winterberg e quella di Pyeongchang furono valide rispettivamente anche come campionati europei e campionati pacifico-americani.
Anche per questa edizione della Coppa del Mondo, come già accaduto nelle due precedenti, nessuno slittinista russo poté prendere parte alle gare; il congresso della FIL confermò infatti la decisione presa dal proprio comitato esecutivo, che escluse gli atleti russi da tutte le competizioni disputate sotto la sua egida a causa dell'invasione dell'Ucraina da parte della Russia.
Le coppe di cristallo, trofei conferiti ai vincitori del circuito, furono assegnate alla tedesca Julia Taubitz per quanto concerne la classifica del singolo donne -la quinta della sua carriera-, il suo connazionale Max Langenhan bissò il trofeo dell'individuale uomini vinto l'anno precedente, la coppia austriaca formata da Selina Egle e Lara Kipp si aggiudicò la vittoria nel doppio femminile e quella teutonica composta da Tobias Wendl e Tobias Arlt trionfò per la sesta volta nella competizione biposto maschile; nelle due staffette miste il primo posto andò in entrambi i casi alla Germania e la nazionale di slittino dell'Austria primeggiò nella classifica della gara a squadre.

## Calendario
| Tappa  | Località    | Pista                           | Data                         | Gare donne | Gare donne | Gare uomini | Gare uomini | Gare miste        | Gare miste       | Gare miste     |
| Tappa  | Località    | Pista                           | Data                         | Singolo    | Doppio     | Singolo     | Doppio      | Staffetta singolo | Staffetta doppio | Gara a squadre |
| ------ | ----------- | ------------------------------- | ---------------------------- | ---------- | ---------- | ----------- | ----------- | ----------------- | ---------------- | -------------- |
| 1      | Lillehammer | Pista olimpica di Lillehammer   | 30 novembre–1º dicembre 2024 | ●          | ●          | ●           | ●           | ●                 | ●                |                |
| 2      | Innsbruck   | Olympia Eiskanal Innsbruck-Igls | 7–8 dicembre 2024            | ●          | ●          | ●           | ●           |                   |                  | ●              |
| 3      | Oberhof     | Pista di Oberhof                | 14–15 dicembre 2024          | ●          | ●          | ●           | ●           |                   |                  | ●              |
| 4      | Sigulda     | Pista di Sigulda                | 4–5 gennaio 2025             | ●          | ●          | ●           | ●           |                   |                  | ●              |
| 5      | Altenberg   | Eiskanal Altenberg              | 11–12 gennaio 2025           | ●          | ●          | ●           | ●           |                   |                  | ●              |
| 6      | Winterberg  | Eisarena Winterberg             | 18–19 gennaio 2025           | ●          | ●          | ●           | ●           |                   |                  | ●              |
| 7      | Oberhof     | Pista di Oberhof                | 25–26 gennaio 2025           | ●          | ●          | ●           | ●           | ●                 | ●                |                |
| -      | Whistler    | Whistler Sliding Centre         | 6–8 febbraio 2025            | Mondiali   | Mondiali   | Mondiali    | Mondiali    | Mondiali          | Mondiali         | Mondiali       |
| 8      | Pyeongchang | Alpensia Sliding Centre         | 15–16 febbraio 2025          | ●          | ●          | ●           | ●           | ●                 | ●                |                |
| 9      | Yanqing     | National Sliding Centre         | 22–23 febbraio 2025          | ●          | ●          | ●           | ●           |                   |                  | ●              |
| Totale | Totale      | Totale                          | Totale                       | 9          | 9          | 9           | 9           | 3                 | 3                | 6              |

|  | La tappa di Winterberg e quella di Pyeongchang assegnarono rispettivamente anche il titolo europeo e quello pacifico-americano 2025. |

## Risultati

### Singolo donne
| Data             | Località    | Nazione       | Prima classificata         | Seconda classificata      | Terza classificata        |
| ---------------- | ----------- | ------------- | -------------------------- | ------------------------- | ------------------------- |
| 30 novembre 2024 | Lillehammer | Norvegia      | Julia Taubitz Germania     | Emily Sweeney Stati Uniti | Lisa Schulte Austria      |
| 7 dicembre 2024  | Innsbruck   | Austria       | Madeleine Egle Austria     | Julia Taubitz Germania    | Lisa Schulte Austria      |
| 14 dicembre 2024 | Oberhof     | Germania      | Madeleine Egle Austria     | Lisa Schulte Austria      | Julia Taubitz Germania    |
| 4 gennaio 2025   | Sigulda     | Lettonia      | Elīna Ieva Vītola Lettonia | Merle Fräbel Germania     | Lisa Schulte Austria      |
| 12 gennaio 2025  | Altenberg   | Germania      | Madeleine Egle Austria     | Anna Berreiter Germania   | Merle Fräbel Germania     |
| 18 gennaio 2025  | Winterberg  | Germania      | Julia Taubitz Germania     | Madeleine Egle Austria    | Emily Sweeney Stati Uniti |
| 25 gennaio 2025  | Oberhof     | Germania      | Madeleine Egle Austria     | Julia Taubitz Germania    | Natalie Maag Svizzera     |
| 16 febbraio 2025 | Pyeongchang | Corea del Sud | Lisa Schulte Austria       | Merle Fräbel Germania     | Hannah Prock Austria      |
| 22 febbraio 2025 | Yanqing     | Cina          | Julia Taubitz Germania     | Natalie Maag Svizzera     | Merle Fräbel Germania     |

### Doppio donne
| Data             | Località    | Nazione       | Prime classificate                             | Seconde classificate                           | Terze classificate                            |
| ---------------- | ----------- | ------------- | ---------------------------------------------- | ---------------------------------------------- | --------------------------------------------- |
| 30 novembre 2024 | Lillehammer | Norvegia      | Chevonne Forgan Sophia Kirkby Stati Uniti      | Jessica Degenhardt Cheyenne Rosenthal Germania | Marta Robežniece Kitija Bogdanova Lettonia    |
| 7 dicembre 2024  | Innsbruck   | Austria       | Selina Egle Lara Kipp Austria                  | Jessica Degenhardt Cheyenne Rosenthal Germania | Anda Upīte Zane Kaluma Lettonia               |
| 14 dicembre 2024 | Oberhof     | Germania      | Selina Egle Lara Kipp Austria                  | Jessica Degenhardt Cheyenne Rosenthal Germania | Chevonne Forgan Sophia Kirkby Stati Uniti     |
| 4 gennaio 2025   | Sigulda     | Lettonia      | Selina Egle Lara Kipp Austria                  | Chevonne Forgan Sophia Kirkby Stati Uniti      | Marta Robežniece Kitija Bogdanova Lettonia    |
| 11 gennaio 2025  | Altenberg   | Germania      | Selina Egle Lara Kipp Austria                  | Jessica Degenhardt Cheyenne Rosenthal Germania | Chevonne Forgan Sophia Kirkby Stati Uniti     |
| 18 gennaio 2025  | Winterberg  | Germania      | Selina Egle Lara Kipp Austria                  | Jessica Degenhardt Cheyenne Rosenthal Germania | Andrea Vötter Marion Oberhofer Italia         |
| 25 gennaio 2025  | Oberhof     | Germania      | Selina Egle Lara Kipp Austria                  | Jessica Degenhardt Cheyenne Rosenthal Germania | Dajana Eitberger Magdalena Matschina Germania |
| 15 febbraio 2025 | Pyeongchang | Corea del Sud | Jessica Degenhardt Cheyenne Rosenthal Germania | Selina Egle Lara Kipp Austria                  | Dajana Eitberger Magdalena Matschina Germania |
| 22 febbraio 2025 | Yanqing     | Cina          | Selina Egle Lara Kipp Austria                  | Jessica Degenhardt Cheyenne Rosenthal Germania | Anda Upīte Zane Kaluma Lettonia               |

### Singolo uomini
| Data             | Località    | Nazione       | Primo classificato      | Secondo classificato       | Terzo classificato         |
| ---------------- | ----------- | ------------- | ----------------------- | -------------------------- | -------------------------- |
| 1º dicembre 2024 | Lillehammer | Norvegia      | Max Langenhan Germania  | Wolfgang Kindl Austria     | Felix Loch Germania        |
| 8 dicembre 2024  | Innsbruck   | Austria       | Nico Gleirscher Austria | Jonas Müller Austria       | David Gleirscher Austria   |
| 15 dicembre 2024 | Oberhof     | Germania      | Jonas Müller Austria    | Nico Gleirscher Austria    | David Gleirscher Austria   |
| 5 gennaio 2025   | Sigulda     | Lettonia      | Nico Gleirscher Austria | Kristers Aparjods Lettonia | Max Langenhan Germania     |
| 11 gennaio 2025  | Altenberg   | Germania      | Max Langenhan Germania  | Felix Loch Germania        | Dominik Fischnaller Italia |
| 19 gennaio 2025  | Winterberg  | Germania      | Jonas Müller Austria    | Max Langenhan Germania     | Nico Gleirscher Austria    |
| 26 gennaio 2025  | Oberhof     | Germania      | Max Langenhan Germania  | Felix Loch Germania        | Wolfgang Kindl Austria     |
| 15 febbraio 2025 | Pyeongchang | Corea del Sud | Wolfgang Kindl Austria  | Dominik Fischnaller Italia | Kristers Aparjods Lettonia |
| 23 febbraio 2025 | Yanqing     | Cina          | Max Langenhan Germania  | Jonas Müller Austria       | David Gleirscher Austria   |

### Doppio uomini
| Data             | Località    | Nazione       | Primi classificati                     | Secondi classificati                   | Terzi classificati                     |
| ---------------- | ----------- | ------------- | -------------------------------------- | -------------------------------------- | -------------------------------------- |
| 30 novembre 2024 | Lillehammer | Norvegia      | Toni Eggert Florian Müller Germania    | Mārtiņš Bots Roberts Plūme Lettonia    | Thomas Steu Wolfgang Kindl Austria     |
| 7 dicembre 2024  | Innsbruck   | Austria       | Mārtiņš Bots Roberts Plūme Lettonia    | Toni Eggert Florian Müller Germania    | Thomas Steu Wolfgang Kindl Austria     |
| 14 dicembre 2024 | Oberhof     | Germania      | Hannes Orlamünder Paul Gubitz Germania | Tobias Wendl Tobias Arlt Germania      | Thomas Steu Wolfgang Kindl Austria     |
| 4 gennaio 2025   | Sigulda     | Lettonia      | Tobias Wendl Tobias Arlt Germania      | Mārtiņš Bots Roberts Plūme Lettonia    | Yannick Müller Armin Frauscher Austria |
| 11 gennaio 2025  | Altenberg   | Germania      | Mārtiņš Bots Roberts Plūme Lettonia    | Tobias Wendl Tobias Arlt Germania      | Yannick Müller Armin Frauscher Austria |
| 18 gennaio 2025  | Winterberg  | Germania      | Tobias Wendl Tobias Arlt Germania      | Juri Gatt Riccardo Schöpf Austria      | Yannick Müller Armin Frauscher Austria |
| 25 gennaio 2025  | Oberhof     | Germania      | Tobias Wendl Tobias Arlt Germania      | Hannes Orlamünder Paul Gubitz Germania | Thomas Steu Wolfgang Kindl Austria     |
| 15 febbraio 2025 | Pyeongchang | Corea del Sud | Thomas Steu Wolfgang Kindl Austria     | Toni Eggert Florian Müller Germania    | Tobias Wendl Tobias Arlt Germania      |
| 23 febbraio 2025 | Yanqing     | Cina          | Tobias Wendl Tobias Arlt Germania      | Mārtiņš Bots Roberts Plūme Lettonia    | Toni Eggert Florian Müller Germania    |

### Staffetta mista singolo
| Data             | Località    | Nazione       | Primi classificati                     | Secondi classificati                           | Terzi classificati                      |
| ---------------- | ----------- | ------------- | -------------------------------------- | ---------------------------------------------- | --------------------------------------- |
| 1º dicembre 2024 | Lillehammer | Norvegia      | Germania I Max Langenhan Julia Taubitz | Stati Uniti I Jonathan Gustafson Emily Sweeney | Germania II Felix Loch Merle Fräbel     |
| 26 gennaio 2025  | Oberhof     | Germania      | Germania II Felix Loch Merle Fräbel    | Germania I Max Langenhan Julia Taubitz         | Austria II Nico Gleirscher Lisa Schulte |
| 16 febbraio 2025 | Pyeongchang | Corea del Sud | Austria II Wolfgang Kindl Lisa Schulte | Germania I Max Langenhan Merle Fräbel          | Germania II Felix Loch Julia Taubitz    |

### Staffetta mista doppio
| Data             | Località    | Nazione       | Primi classificati                                                              | Secondi classificati                                                        | Terzi classificati                                                            |
| ---------------- | ----------- | ------------- | ------------------------------------------------------------------------------- | --------------------------------------------------------------------------- | ----------------------------------------------------------------------------- |
| 1º dicembre 2024 | Lillehammer | Norvegia      | Germania II Tobias Wendl / Tobias Arlt Dajana Eitberger / Magdalena Matschina   | Lettonia I Mārtiņš Bots / Roberts Plūme Marta Robežniece / Kitija Bogdanova | Stati Uniti Marcus Mueller / Ansel Haugsjaa Chevonne Forgan / Sophia Kirkby   |
| 26 gennaio 2025  | Oberhof     | Germania      | Germania I Tobias Wendl / Tobias Arlt Jessica Degenhardt / Cheyenne Rosenthal   | Austria Thomas Steu / Wolfgang Kindl Selina Egle / Lara Kipp                | Italia I Ivan Nagler / Fabian Malleier Andrea Vötter / Marion Oberhofer       |
| 16 febbraio 2025 | Pyeongchang | Corea del Sud | Germania I Toni Eggert / Florian Müller Jessica Degenhardt / Cheyenne Rosenthal | Austria Thomas Steu / Wolfgang Kindl Selina Egle / Lara Kipp                | Germania II Tobias Wendl / Tobias Arlt Dajana Eitberger / Magdalena Matschina |

### Gara a squadre
| Data             | Località   | Nazione  | Primi classificati                                                                                           | Secondi classificati                                                                                      | Terzi classificati                                                                                                |
| ---------------- | ---------- | -------- | --- | --- | --- |
| 8 dicembre 2024  | Innsbruck  | Austria  | gara cancellata                                                                                              | gara cancellata                                                                                           | gara cancellata                                                                                                   |
| 15 dicembre 2024 | Oberhof    | Germania | Austria Madeleine Egle Thomas Steu / Wolfgang Kindl Jonas Müller Selina Egle / Lara Kipp                     | Germania Julia Taubitz Hannes Orlamünder / Paul Gubitz Felix Loch Jessica Degenhardt / Cheyenne Rosenthal | Italia Verena Hofer Ivan Nagler / Fabian Malleier Dominik Fischnaller Andrea Vötter / Marion Oberhofer            |
| 5 gennaio 2025   | Sigulda    | Lettonia | Germania Merle Fräbel Tobias Wendl / Tobias Arlt Max Langenhan Jessica Degenhardt / Cheyenne Rosenthal       | Austria Lisa Schulte Yannick Müller / Armin Frauscher Nico Gleirscher Selina Egle / Lara Kipp             | Ucraina Julianna Tunyc'ka Ihor Hoj / Nazarij Kačmar Andrij Mandzij Olena Stec'kiv / Oleksandra Moch               |
| 12 gennaio 2025  | Altenberg  | Germania | Lettonia Kendija Aparjode Mārtiņš Bots / Roberts Plūme Kristers Aparjods Marta Robežniece / Kitija Bogdanova | Germania Anna Berreiter Tobias Wendl / Tobias Arlt Max Langenhan Jessica Degenhardt / Cheyenne Rosenthal  | Stati Uniti Ashley Farquharson Marcus Mueller / Ansel Haugsjaa Jonathan Gustafson Chevonne Forgan / Sophia Kirkby |
| 19 gennaio 2025  | Winterberg | Germania | Austria Madeleine Egle Juri Gatt / Riccardo Schöpf Jonas Müller Selina Egle / Lara Kipp                      | Germania Julia Taubitz Tobias Wendl / Tobias Arlt Max Langenhan Jessica Degenhardt / Cheyenne Rosenthal   | Italia Verena Hofer Ivan Nagler / Fabian Malleier Dominik Fischnaller Andrea Vötter / Marion Oberhofer            |
| 23 febbraio 2025 | Yanqing    | Cina     | Austria Lisa Schulte Thomas Steu / Wolfgang Kindl Jonas Müller Selina Egle / Lara Kipp                       | Germania Merle Fräbel Tobias Wendl / Tobias Arlt Max Langenhan Jessica Degenhardt / Cheyenne Rosenthal    | Stati Uniti Ashley Farquharson Zachary DiGregorio / Sean Hollander Tucker West Chevonne Forgan / Sophia Kirkby    |

## Classifiche

### Singolo donne
| Pos. | Nome               | Nazione     | Risultati ottenuti | Risultati ottenuti | Risultati ottenuti | Risultati ottenuti | Risultati ottenuti | Risultati ottenuti | Risultati ottenuti | Risultati ottenuti | Risultati ottenuti | Punti totali |
| Pos. | Nome               | Nazione     | LIL                | INN                | OBE-1              | SIG                | ALT                | WIN                | OBE-2              | PYE                | YAN                | Punti totali |
| ---- | ------------------ | ----------- | ------------------ | ------------------ | ------------------ | ------------------ | ------------------ | ------------------ | ------------------ | ------------------ | ------------------ | ------------ |
| 1    | Julia Taubitz      | Germania    | 1                  | 2                  | 3                  | 9                  | 10                 | 1                  | 2                  | 8                  | 1                  | 657          |
| 2    | Madeleine Egle     | Austria     | 7                  | 1                  | 1                  | 28                 | 1                  | 2                  | 1                  | 7                  | 9                  | 629          |
| 3    | Lisa Schulte       | Austria     | 3                  | 3                  | 2                  | 3                  | 4                  | 4                  | 5                  | 1                  | 6                  | 620          |
| 4    | Merle Fräbel       | Germania    | 5                  | 8                  | 4                  | 2                  | 3                  | 5                  | 4                  | 2                  | 3                  | 582          |
| 5    | Natalie Maag       | Svizzera    | 11                 | 6                  | 9                  | 13                 | 5                  | 10                 | 3                  | 5                  | 2                  | 454          |
| 6    | Anna Berreiter     | Germania    | 14                 | 5                  | 7                  | 8                  | 2                  | 6                  | 6                  | 11                 | 10                 | 426          |
| 7    | Ashley Farquharson | Stati Uniti | 8                  | 20                 | 5                  | 5                  | 6                  | 15                 | 7                  | 6                  | 5                  | 400          |
| 8    | Kendija Aparjode   | Lettonia    | 12                 | 13                 | 13                 | 4                  | 8                  | 16                 | 10                 | 4                  | 4                  | 375          |
| 9    | Barbara Allmaier   | Austria     | 4                  | 14                 | 6                  | 11                 | 11                 | 7                  | 14                 | 9                  | 7                  | 365          |
| 10   | Elīna Ieva Vītola  | Lettonia    | 13                 | 9                  | 12                 | 1                  | 13                 | 12                 | 9                  | –                  | –                  | 302          |

### Doppio donne
| Pos. | Nome                                         | Nazione     | Risultati ottenuti | Risultati ottenuti | Risultati ottenuti | Risultati ottenuti | Risultati ottenuti | Risultati ottenuti | Risultati ottenuti | Risultati ottenuti | Risultati ottenuti | Punti totali |
| Pos. | Nome                                         | Nazione     | LIL                | INN                | OBE-1              | SIG                | ALT                | WIN                | OBE-2              | PYE                | YAN                | Punti totali |
| ---- | -------------------------------------------- | ----------- | ------------------ | ------------------ | ------------------ | ------------------ | ------------------ | ------------------ | ------------------ | ------------------ | ------------------ | ------------ |
| 1    | Selina Egle Lara Kipp                        | Austria     | 6                  | 1                  | 1                  | 1                  | 1                  | 1                  | 1                  | 2                  | 1                  | 835          |
| 2    | Jessica Degenhardt Cheyenne Rosenthal        | Germania    | 2                  | 2                  | 2                  | 6                  | 2                  | 2                  | 2                  | 1                  | 2                  | 745          |
| 3    | Chevonne Forgan Sophia Kirkby                | Stati Uniti | 1                  | 5                  | 3                  | 2                  | 3                  | 7                  | 5                  | 4                  | 4                  | 601          |
| 4    | Anda Upīte Zane Kaluma                       | Lettonia    | 4                  | 3                  | 8                  | 5                  | 5                  | 6                  | 7                  | 5                  | 3                  | 503          |
| 5    | Andrea Vötter Marion Oberhofer               | Italia      | 5                  | 4                  | 4                  | 4                  | 13                 | 3                  | 4                  | 6                  | 5                  | 500          |
| 6    | Marta Robežniece Kitija Bogdanova            | Lettonia    | 3                  | 7                  | 5                  | 3                  | 4                  | 5                  | 11                 | 9                  | –                  | 429          |
| 7    | Dajana Eitberger Magdalena Matschina         | Germania    | DNF                | 6                  | 7                  | DNF                | 6                  | 4                  | 3                  | 3                  | –                  | 378          |
| 8    | Olena Stec'kiv Oleksandra Moch               | Ucraina     | 8                  | 10                 | 11                 | 7                  | 12                 | 10                 | 10                 | 8                  | 8                  | 346          |
| 9    | Raluca Strămăturaru Mihaela-Carmen Manolescu | Romania     | 9                  | 11                 | 13                 | –                  | 11                 | 12                 | 12                 | 7                  | 7                  | 293          |
| 10   | Nikola Domowicz Dominika Piwkowska           | Polonia     | 7                  | 9                  | 10                 | DNF                | 10                 | 11                 | 9                  | –                  | –                  | 246          |

### Singolo uomini
| Pos. | Nome                | Nazione  | Risultati ottenuti | Risultati ottenuti | Risultati ottenuti | Risultati ottenuti | Risultati ottenuti | Risultati ottenuti | Risultati ottenuti | Risultati ottenuti | Risultati ottenuti | Punti totali |
| Pos. | Nome                | Nazione  | LIL                | INN                | OBE-1              | SIG                | ALT                | WIN                | OBE-2              | PYE                | YAN                | Punti totali |
| ---- | ------------------- | -------- | ------------------ | ------------------ | ------------------ | ------------------ | ------------------ | ------------------ | ------------------ | ------------------ | ------------------ | ------------ |
| 1    | Max Langenhan       | Germania | 1                  | 5                  | 7                  | 3                  | 1                  | 2                  | 1                  | 4                  | 1                  | 716          |
| 2    | Nico Gleirscher     | Austria  | 7                  | 1                  | 2                  | 1                  | 5                  | 3                  | 4                  | 8                  | 5                  | 613          |
| 3    | Felix Loch          | Germania | 3                  | 6                  | 5                  | 5                  | 2                  | 5                  | 2                  | 6                  | 8                  | 547          |
| 4    | Jonas Müller        | Austria  | 8                  | 2                  | 1                  | 12                 | –                  | 1                  | 5                  | 7                  | 2                  | 545          |
| 5    | Wolfgang Kindl      | Austria  | 2                  | 4                  | 4                  | 8                  | DSQ                | 4                  | 3                  | 1                  | 7                  | 523          |
| 6    | Dominik Fischnaller | Italia   | 6                  | 7                  | 9                  | 4                  | 3                  | 6                  | 7                  | 2                  | 4                  | 506          |
| 7    | Kristers Aparjods   | Lettonia | 9                  | 8                  | 6                  | 2                  | 4                  | 9                  | 8                  | 3                  | 6                  | 477          |
| 8    | David Gleirscher    | Austria  | 13                 | 3                  | 3                  | 9                  | 8                  | 7                  | 6                  | 5                  | 3                  | 472          |
| 9    | Timon Grancagnolo   | Germania | 4                  | 10                 | 8                  | 13                 | 7                  | 10                 | 9                  | DNF                | 9                  | 338          |
| 10   | Gints Bērziņš       | Lettonia | 18                 | 15                 | 11                 | 6                  | 6                  | 11                 | 12                 | DNF                | 10                 | 295          |

### Doppio uomini
| Pos. | Nome                              | Nazione     | Risultati ottenuti | Risultati ottenuti | Risultati ottenuti | Risultati ottenuti | Risultati ottenuti | Risultati ottenuti | Risultati ottenuti | Risultati ottenuti | Risultati ottenuti | Punti totali |
| Pos. | Nome                              | Nazione     | LIL                | INN                | OBE-1              | SIG                | ALT                | WIN                | OBE-2              | PYE                | YAN                | Punti totali |
| ---- | --------------------------------- | ----------- | ------------------ | ------------------ | ------------------ | ------------------ | ------------------ | ------------------ | ------------------ | ------------------ | ------------------ | ------------ |
| 1    | Tobias Wendl Tobias Arlt          | Germania    | 5                  | 6                  | 2                  | 1                  | 2                  | 1                  | 1                  | 3                  | 1                  | 745          |
| 2    | Mārtiņš Bots Roberts Plūme        | Lettonia    | 2                  | 1                  | 7                  | 2                  | 1                  | 6                  | 4                  | 13                 | 2                  | 641          |
| 3    | Thomas Steu Wolfgang Kindl        | Austria     | 3                  | 3                  | 3                  | 4                  | 4                  | 4                  | 3                  | 1                  | 5                  | 615          |
| 4    | Toni Eggert Florian Müller        | Germania    | 1                  | 2                  | 5                  | 5                  | 7                  | 5                  | 5                  | 2                  | 3                  | 606          |
| 5    | Hannes Orlamünder Paul Gubitz     | Germania    | 6                  | 9                  | 1                  | 14                 | 5                  | 8                  | 2                  | 4                  | 10                 | 495          |
| 6    | Yannick Müller Armin Frauscher    | Austria     | 7                  | 5                  | 8                  | 3                  | 3                  | 3                  | 7                  | 5                  | –                  | 454          |
| 7    | Juri Gatt Riccardo Schöpf         | Austria     | 4                  | 19                 | 4                  | 6                  | 15                 | 2                  | 6                  | DNF                | –                  | 369          |
| 8    | Ivan Nagler Fabian Malleier       | Italia      | 11                 | 4                  | 6                  | 17                 | 10                 | 7                  | 9                  | 6                  | DNS                | 355          |
| 9    | Emanuel Rieder Simon Kainzwaldner | Italia      | 14                 | 8                  | 10                 | 11                 | 9                  | 10                 | 13                 | 8                  | 4                  | 347          |
| 10   | Zachary DiGregorio Sean Hollander | Stati Uniti | 10                 | 10                 | 11                 | 9                  | 8                  | 17                 | 11                 | 7                  | 6                  | 341          |

### Staffetta mista singolo
| Pos. | Nazione              | Risultati ottenuti | Risultati ottenuti | Risultati ottenuti | Punti totali |
| Pos. | Nazione              | LIL                | OBE-2              | PYE                | Punti totali |
| ---- | -------------------- | ------------------ | ------------------ | ------------------ | ------------ |
| 1    | Germania I           | 1                  | 2                  | 2                  | 270          |
| 2    | Germania II          | 3                  | 1                  | 3                  | 240          |
| 3    | Austria II           | 7                  | 3                  | 1                  | 216          |
| 4    | Stati Uniti I        | 2                  | 11                 | 6                  | 169          |
| 5    | Austria I            | 6                  | 4                  | 5                  | 165          |
| 6    | Lettonia I           | 5                  | 7                  | 4                  | 161          |
| 7    | Australia / Svizzera | 9                  | 8                  | 7                  | 127          |
| 8    | Svezia I             | 14                 | 9                  | 10                 | 103          |
| 9    | Ucraina I            | 12                 | 13                 | 9                  | 101          |
| 10   | Lettonia II          | 4                  | 10                 | –                  | 96           |

### Staffetta mista doppio
| Pos. | Nazione        | Risultati ottenuti | Risultati ottenuti | Risultati ottenuti | Punti totali |
| Pos. | Nazione        | LIL                | OBE-2              | PYE                | Punti totali |
| ---- | -------------- | ------------------ | ------------------ | ------------------ | ------------ |
| 1    | Germania I     | 7                  | 1                  | 1                  | 246          |
| 2    | Germania II    | 1                  | 4                  | 3                  | 230          |
| 3    | Austria        | 8                  | 2                  | 2                  | 212          |
| 4    | Lettonia I     | 2                  | 9                  | 4                  | 184          |
| 5    | Italia I       | 6                  | 3                  | 5                  | 175          |
| 6    | Stati Uniti II | 3                  | 8                  | 6                  | 162          |
| 7    | Lettonia II    | 4                  | 6                  | 7                  | 156          |
| 8    | Ucraina        | 10                 | 10                 | 8                  | 114          |
| 9    | Italia II      | 5                  | 7                  | –                  | 101          |
| 10   | Romania        | 9                  | 11                 | DNF                | 73           |

### Gara a squadre
| Pos. | Nazione     | Risultati ottenuti | Risultati ottenuti | Risultati ottenuti | Risultati ottenuti | Risultati ottenuti | Risultati ottenuti | Punti totali |
| Pos. | Nazione     | INN                | OBE-1              | SIG                | ALT                | WIN                | YAN                | Punti totali |
| ---- | ----------- | ------------------ | ------------------ | ------------------ | ------------------ | ------------------ | ------------------ | ------------ |
| 1    | Austria     | –                  | 1                  | 2                  | 4                  | 1                  | 1                  | 445          |
| 2    | Germania    | –                  | 2                  | 1                  | 2                  | 2                  | 2                  | 440          |
| 3    | Lettonia    | –                  | 4                  | DNF                | 1                  | 5                  | 4                  | 275          |
| 4    | Stati Uniti | –                  | 5                  | DNF                | 3                  | 4                  | 3                  | 255          |
| 5    | Italia      | –                  | 3                  | DNF                | 5                  | 3                  | 5                  | 250          |
| 6    | Ucraina     | –                  | 6                  | 3                  | 8                  | 8                  | 8                  | 246          |
| 7    | Romania     | –                  | 7                  | –                  | 7                  | 9                  | 7                  | 177          |
| 8    | Canada      | –                  | –                  | –                  | 6                  | 7                  | –                  | 96           |
| 9    | Polonia     | –                  | DSQ                | DNF                | 9                  | 6                  | –                  | 89           |
| 10   | Cina        | –                  | –                  | –                  | –                  | –                  | 6                  | 50           |